# Lijst van voetbalinterlands Barbados - El Salvador
Deze lijst van voetbalinterlands is een overzicht van alle officiële voetbalwedstrijden tussen de nationale teams van Barbados en El Salvador. De landen speelden tot op heden een keer tegen elkaar. Dat was een kwalificatiewedstrijd voor de CONCACAF Nations League 2019/20 op 14 oktober 2018 in San Salvador.

## Wedstrijden
| № | Datum        | Plaats          | Competitie                                   | Wedstrijd              | Uitslag |
| - | ------------ | --------------- | -------------------------------------------- | ---------------------- | ------- |
| 1 | San Salvador | 14 oktober 2018 | CONCACAF Nations League 2019/20 kwalificatie | El Salvador – Barbados | 3 – 0   |

## Samenvatting
| Competitie                           | Totaal gespeeld | Winst Barbados | Gelijk | Winst El Salvador | Doelsaldo Barbados – El Salvador |
| ------------------------------------ | --------------- | -------------- | ------ | ----------------- | -------------------------------- |
| CONCACAF Nations League-kwalificatie | 1               | 0              | 0      | 1                 | 0 − 3                            |
| Totaal                               | 1               | 0              | 0      | 1                 | 0 − 3                            |

Wedstrijden bepaald door strafschoppen worden, in lijn met de FIFA, als een gelijkspel gerekend.